# 今林 (大阪市)
今林（いまばやし）は、大阪府大阪市東住吉区にある町名。現行行政地名は今林一丁目から今林四丁目。

## 地理
東住吉区の北東部に位置し、南に杭全、北東に生野区巽南、北に生野区田島、北西に生野区林寺、南東に平野区平野馬場と接している。

## 歴史

### 沿革
- 1978年（昭和53年）、大阪市東住吉区今林町・杭全町の各一部と平野区平野馬場町の一部より成立[5]。旧平野区平野馬場町は1974年の分区によって一旦平野区になるも後年に古巣の東住吉区へ回帰した地域。こういうケースは極めて稀である。

## 世帯数と人口
2024年（令和5年）9月30日現在の世帯数と人口は以下の通りである。
| 丁目       | 世帯数  | 人口    |
| ---------- | ------- | ------- |
| 今林一丁目 | 0世帯   | 0人     |
| 今林二丁目 | 428世帯 | 800人   |
| 今林三丁目 | 22世帯  | 22人    |
| 今林四丁目 | 261世帯 | 460人   |
| 計         | 711世帯 | 1,282人 |

### 人口の変遷
国勢調査による人口の推移。
| 1995年（平成7年）  | 1,837人 | [ 6 ]  |  |
| 2000年（平成12年） | 1,557人 | [ 7 ]  |  |
| 2005年（平成17年） | 1,351人 | [ 8 ]  |  |
| 2010年（平成22年） | 1,186人 | [ 9 ]  |  |
| 2015年（平成27年） | 1,248人 | [ 10 ] |  |
| 2020年（令和2年）  | 1,289人 | [ 11 ] |  |

### 世帯数の変遷
国勢調査による世帯数の推移。
| 1995年（平成7年）  | 629世帯 | [ 6 ]  |  |
| 2000年（平成12年） | 576世帯 | [ 7 ]  |  |
| 2005年（平成17年） | 524世帯 | [ 8 ]  |  |
| 2010年（平成22年） | 497世帯 | [ 9 ]  |  |
| 2015年（平成27年） | 553世帯 | [ 10 ] |  |
| 2020年（令和2年）  | 587世帯 | [ 11 ] |  |

## 学区
市立小・中学校に通う場合、学区は以下の通りとなる。なお、小学校・中学校入学時に学校選択制度を導入しており、通学区域以外に東住吉区の小学校・中学校から選択することも可能。
| 丁目       | 番   | 小学校             | 中学校             |
| ---------- | ---- | ------------------ | ------------------ |
| 今林一丁目 | 全域 | 大阪市立育和小学校 | 大阪市立白鷺中学校 |
| 今林二丁目 | 全域 | 大阪市立育和小学校 | 大阪市立白鷺中学校 |
| 今林三丁目 | 全域 | 大阪市立育和小学校 | 大阪市立白鷺中学校 |
| 今林四丁目 | 全域 | 大阪市立育和小学校 | 大阪市立白鷺中学校 |

## 事業所
2021年（令和3年）現在の経済センサス調査による事業所数と従業員数は以下の通りである。
| 丁目       | 事業所数  | 従業員数 |
| ---------- | --------- | -------- |
| 今林一丁目 | 130事業所 | 2,058人  |
| 今林二丁目 | 115事業所 | 1,575人  |
| 今林三丁目 | 19事業所  | 410人    |
| 今林四丁目 | 92事業所  | 645人    |
| 計         | 356事業所 | 4,688人  |

## 交通

### 鉄道
- 日本貨物鉄道 百済貨物ターミナル駅（貨物駅）

### バス
2020年4月現在
- 大阪シティバス[15]
  - 30・35・73・85号系統：今林東部市場前
  - BRT1：杭全

### 道路
- 今里筋

## 施設
- 大阪市中央卸売市場東部市場
- 東住吉東部市場内郵便局
- 東住吉警察署 東部市場前交番
- 今林公園

## その他

### 日本郵便
- 〒546-0001[3]（集配局：東住吉郵便局[16]）